# Oued Rhiou
Oued Rhiou är en ort i Algeriet.   Den ligger i provinsen Relizane, i den norra delen av landet, 210 km väster om huvudstaden Alger. Oued Rhiou ligger 97 meter över havet och antalet invånare är 59 864.
Terrängen runt Oued Rhiou är kuperad åt sydost, men åt nordväst är den platt. Runt Oued Rhiou är det ganska tätbefolkat, med 139 invånare per kvadratkilometer. Oued Rhiou är det största samhället i trakten. Trakten runt Oued Rhiou består till största delen av jordbruksmark.